# Miloš Slovák

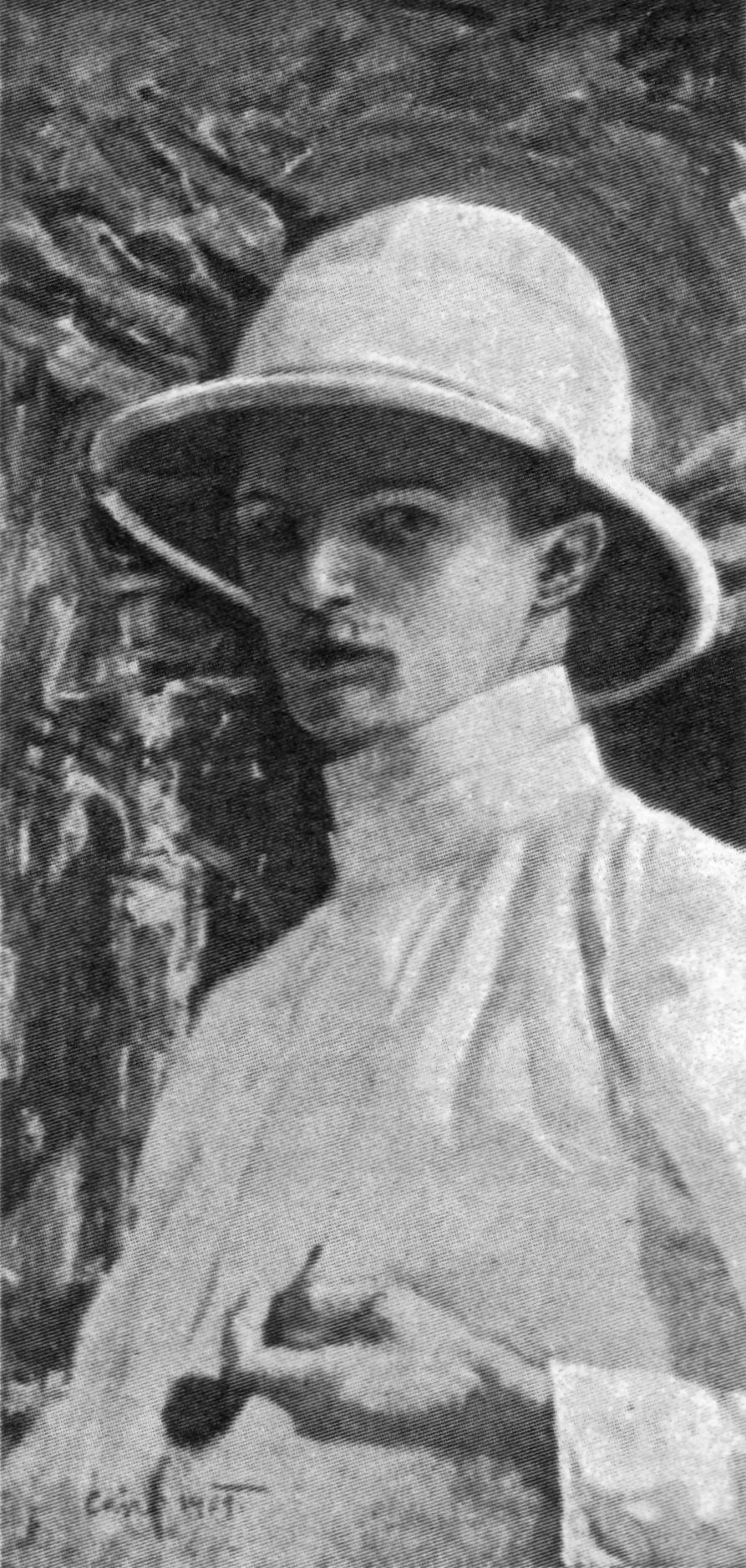
Miloš Slovák, autoportrét 1909

Miloš Slovák (5. dubna 1885 Brno – 18. února 1951 Praha) byl český malíř a reklamní grafik.

## Život
Narodil se v Brně v rodině ředitele hotelu. V mládí pobýval v Kroměříži u strýce, tiskaře Jindřicha Slováka (ten se vyučil v Moravské akciové tiskárně v Brně). V letech 1901 až 1902 namaloval několik kroměřížských motivů, které strýc reprodukoval na pohlednicích. Slovák absolvoval pražskou uměleckoprůmyslovou školu a po jejím absolvování studoval malbu u profesora Vojtěcha Hynaise na Akademii výtvarných umění v Praze 10.
V roce 1908 obdržel z Lerchovy Nadace pro cesty umělců do Říma (nadaci založil český malíř Lev Lerch) prostředky na studijní pobyt do Itálie a do Káhiry. Další zahraniční cesty vedly do jižní Evropy, rád pobýval na Korsice, v severní Africe, Maroku, Tunisu.
Pobýval také na Slovensku. Před první světovou válkou odjel do Ameriky, kde žil až do roku 1922. Zde získal cenné zkušenosti s moderní obchodní reklamou, např. pro Bordens Malt Milk, Gordon Hosiery a další.
Do Československa se vrátil jako úspěšný grafik s velkou hotovostí a balíkem akcií amerických elektrických podniků, které vyměnil za akcie Báňské a hutní společnosti. U ředitele této společnosti pracovala jeho životní družka Helena Třísková. V Praze bydlel na Riegrově nábřeží č. 32, dnes Masarykovo nábřeží.

## Dílo
Finančně nezávislý maloval obrazy pro radost a „přivydělával“ si reklamní plakátovou tvorbou, jak obchodní, tak i filmovou. Získal prestižní postavení grafického designéra u firmy Baťa za měsíční paušál 5 000 Kč. Je autorem mnoha návrhů litografických plakátů. Pracoval také pro pražskou firmu Fr. Schnöbling, která vyráběla dětský zásyp Sypsi, zubní hygienu BIS Acidentol a zejména slavnou zubní pastu Thymolin. Název odvozen od Tymiánu, majícího protizánětlivé a antiseptické účinky. Pastu používala a propagovala prvorepubliková československá armáda. Je autorem plakátu, kterým se proslavilo rčení „Thymolinový úsměv“.
Grafické práce nepodepisoval, vzácně je opatřoval monogramem. Byl členem Jednoty umělců výtvarných v Praze. Po nástupu komunistického režimu byly jeho práce vystaveny pouze na jedné společné výstavě. První samostatnou výstavu Miloše Slováka obchodní plakátové litografické tvorby uspořádala v pražské Galerii Lucerna v dubnu a květnu 2016 ze své sbírky Agentura ProVás.

## Galerie

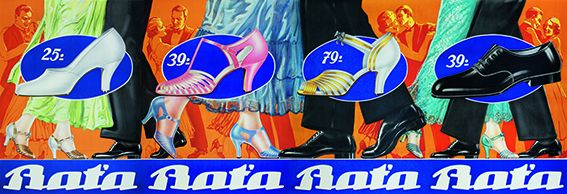
Baťa – plakát 328 × 116 cm

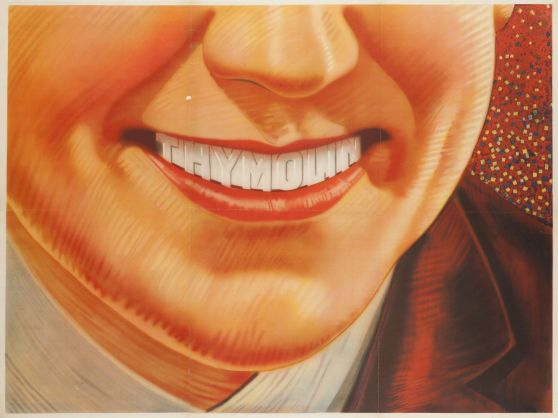
Thymolinový úsměv (126 × 95 cm)
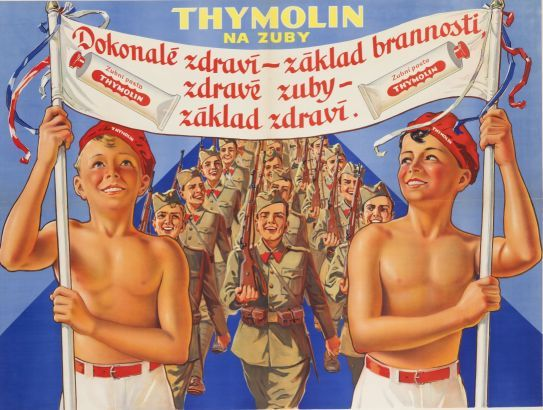
Thymolin Army (127 × 96 cm)
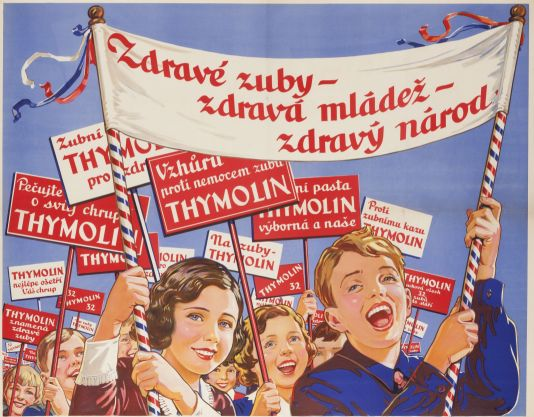
Thymolin Mládež (113 × 90 cm)
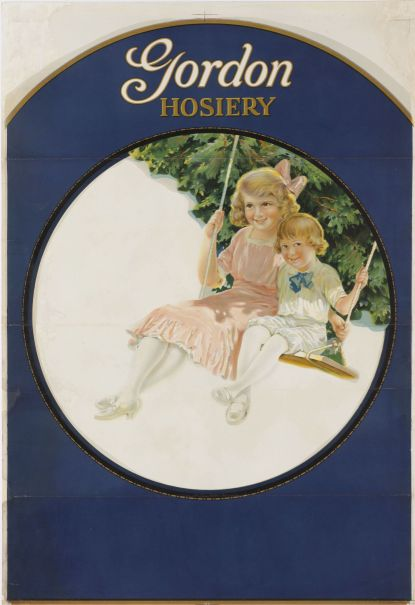
Gordon Hosiery (73 × 107 cm)
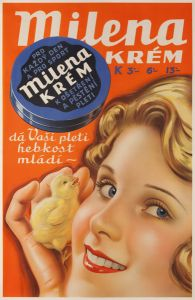
Milena krém (64 × 96 cm)
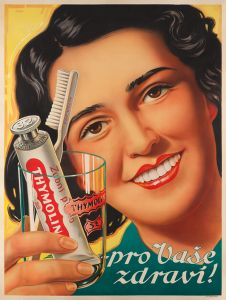
Thymolin pro zdraví
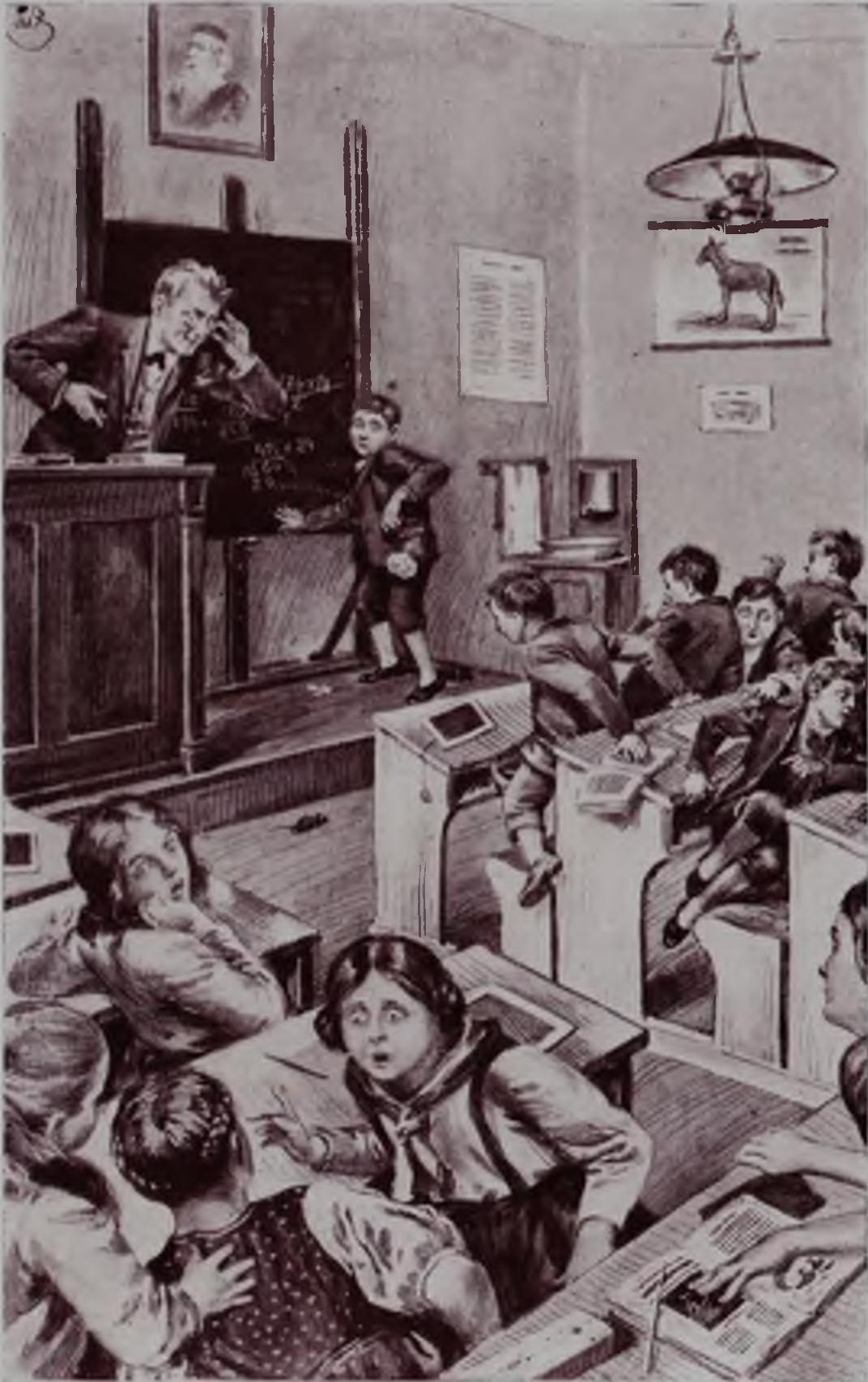
Ilustrace z knihy Příhody malé myšky